# Mancio Ito

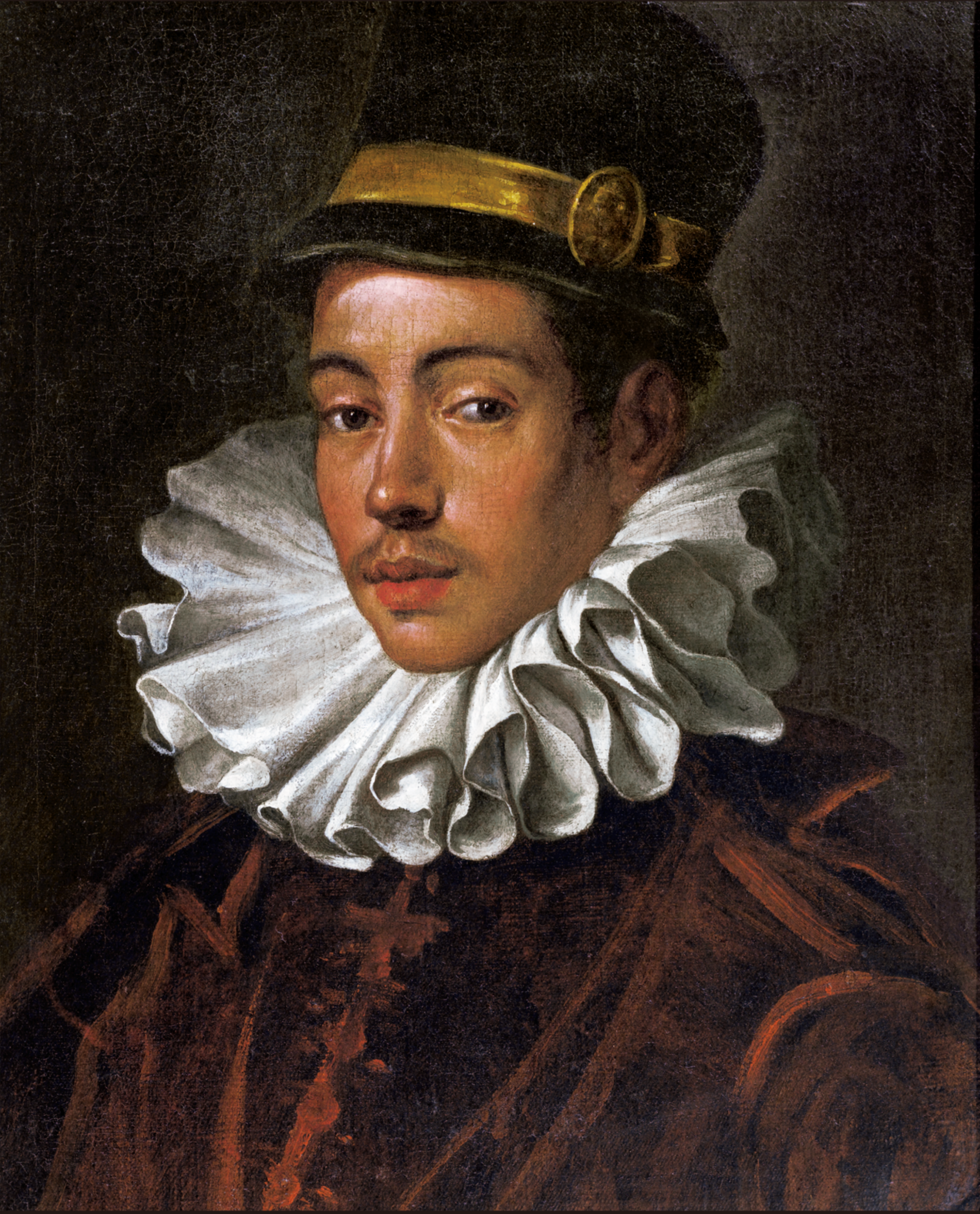
Itō Mancio, (italienische Maler Domenico Tintoretto, 1585)

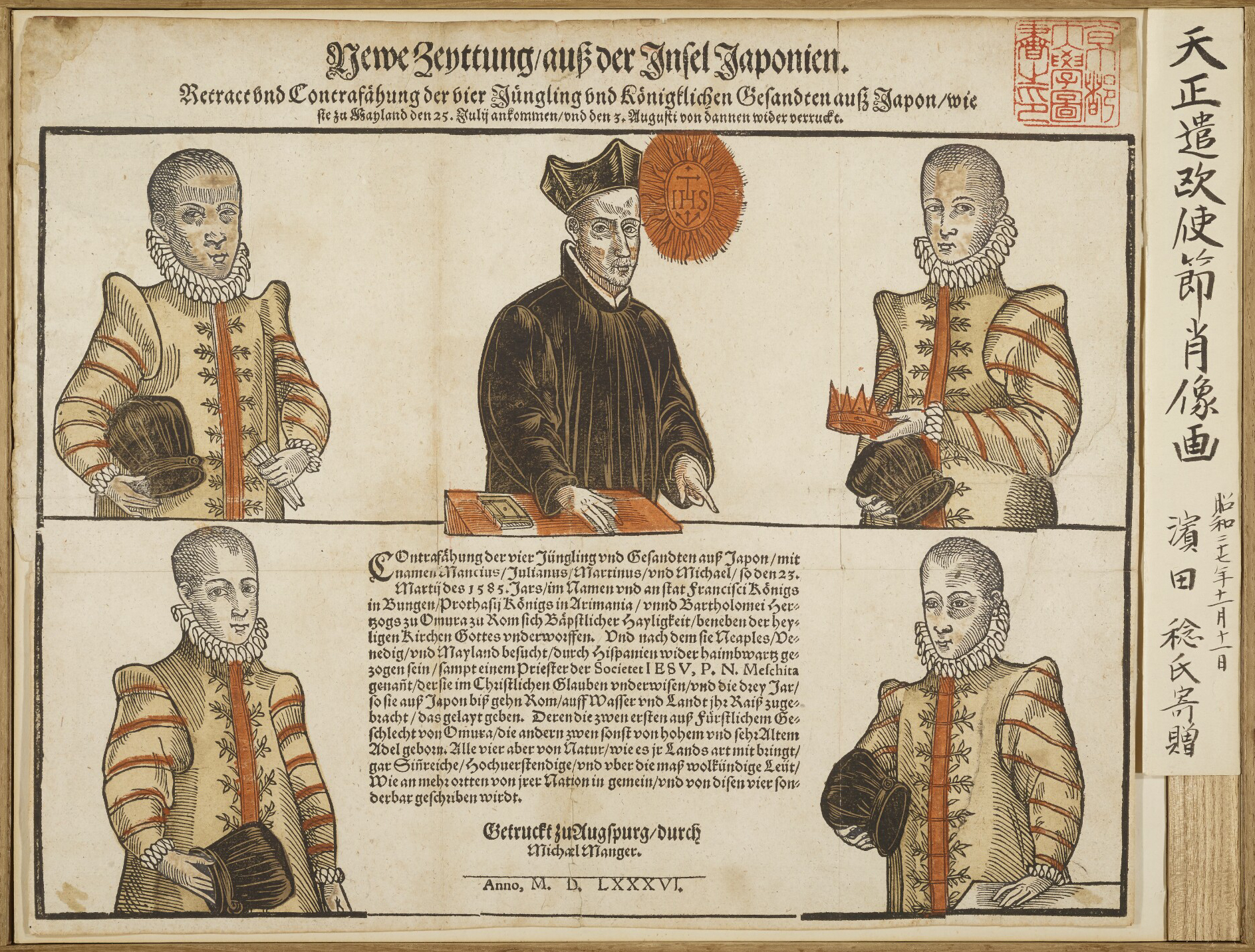
Die erste japanische Gesandtschaft nach Europa 1586.
oben von links nach rechts: Julião Nakaura, Vater Mesquita, Ito Mancio.
Unten von links nach rechts: Martinão Hara, Miguel Chijiwa.

Mancio Ito (jap. 伊東 マンショ, Itō Mansho; * 1570 als Itō Sukemasu (伊東 祐益); † 1612) war ein japanischer Adliger und der erste offizielle japanische Gesandte nach Europa. 
Die Idee, eine japanische Gesandtschaft nach Europa zu schicken, wurde ursprünglich von dem Jesuiten Alessandro Valignano gefasst und durch die drei christlichen Daimyōs Ōmura Sumitada, Ōtomo Sōrin und Arima Harunobu unterstützt. Ito Mancio wurde ausgewählt, als Sprecher für die von Ōtomo Sōrin, dem mächtigsten Daimyō in der Provinz Bungo auf Kyushu und engen Verwandten von Mancios Vater, Itō Shurinosuke (伊東 祐青), ausgewählte Gruppe zu agieren. Am 20. Februar 1582 verließ Ito Nagasaki in Begleitung dreier anderer Adliger:
- Miguel Chijiwa (千々石 ミゲル, Chijiwa Migeru)
- Julião Nakaura (中浦 ジュリアン, Nakaura Jurian)
- Martinão Hara (原 マルチノ, Hara Maruchino)

Sie wurden von zwei Dienern und ihrem Tutor und Übersetzer Diego de Mesquita begleitet. Ihr Mentor Valignano begleitete sie nur bis nach Goa in Indien, wo er neue Aufgaben übernahm. Auf ihrem Weg nach Lissabon, wo sie im August 1584 eintrafen, verbrachten sie neun Monate mit Besuchen in Macau, Cochin und Goa. Von Lissabon aus reisten die Botschafter nach Rom, dem Hauptziel ihrer Reise. Dort wurde Mancio Ito Ehrenbürger und in die Ränge des europäischen Adels mit dem Titel Cavaliere di speron d’oro („Ritter des Goldenen Sporns“) aufgenommen. Während ihres Aufenthaltes in Europa trafen sie mit König Philipp II. von Spanien, Francesco I. de’ Medici; Großherzog der Toscana, Papst Gregor XIII. und seinem Nachfolger Papst Sixtus V. zusammen.
Die Botschafter trafen am 21. Juli 1590 wieder in Japan ein. Für ihre acht Jahre dauernde Reise waren sie angehalten worden, Aufzeichnungen zu machen. Diese bildeten die Grundlage für die Schrift De Missione Legatorum Iaponensium ad Romanam Curiam („Über die Mission der japanischen Leganten zur Römischen Kurie“), die in Macau durch den Jesuiten Duarte de Sande 1590 veröffentlicht wurde. Die Vier wurden in der Folge von Alessandro Valignano als die ersten vier japanischen Jesuitenpadres überhaupt ordiniert.